# Гринвич (остров)
Остров Гринвич (англ. Greenwich), известен также как Остров Березина — один из островов архипелага Южные Шетландские острова. Лежит между островами Ливингстон и Роберт (Полоцк). Общая площадь суши — 142,7 км².

## История
Был открыт 19 февраля 1819 года капитаном британского брига Williams Уильямом Смитом. Впервые картографирован во время плавания Эдварда Брансфилда в январе 1820 года. В 1821 году остров был повторно картографирован первой русской антарктической экспедицией под руководством Ф. Беллинсгаузена и получил название Березина в честь событий 1812 года.
В конце XIX — первой половине XX века Гринидж посещали китобои и охотники на ластоногих. Официально свои права на остров предъявляли Великобритания и Аргентина. Кроме того, на него претендовали Россия и США. Однако по договору 1961 года он, как и другие Южные Шетландские острова, остался свободным от суверенитета любого государства.
6 февраля 1947 года на острове начала работать первая Чилийская метеостанция Capitán Arturo Prat. В 1957—1959 и 1963—1964 годах на острове работали британские исследовательские экспедиции. В марте 1990 года в рамках Эквадорской антарктической программы на острове открыта станция Pedro Vincente Maldonado.
В 2004—2005 годах остров исследовался Болгарской антарктической экспедицией.

## Природа

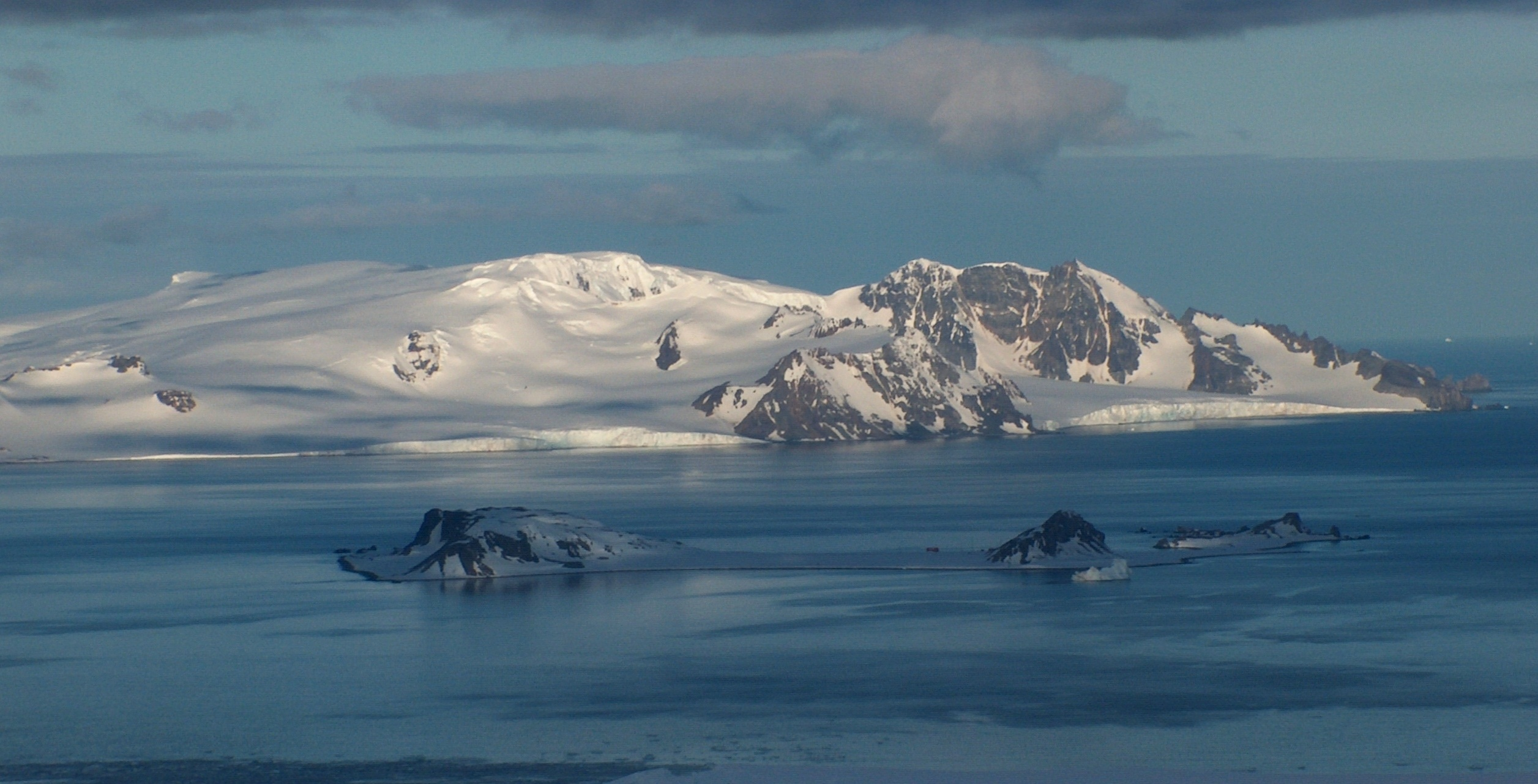
Остров Гринидж. На переднем плане остров Хаф-Мун с аргентинской станцией Камара в проливе Мак-Фарлейн

Остров имеет вулканическое происхождение. Значительную его часть занимают скалистые возвышенности, покрытые ледником. Наивысшая точка острова вершина Момчил на возвышенности Брезнишки на юго-восточной окраине (625 м.).
Климат прохладный, антарктический. Растительный мир бедный, характерный для антарктической тундры. На острове присутствуют лежбища ластоногих, колонии морских птиц.

## Население
Постоянного населения на острове нет. 